# Docalidia robertsi
Docalidia robertsi är en insektsart som beskrevs av Nielson 1982. Docalidia robertsi ingår i släktet Docalidia och familjen dvärgstritar. Inga underarter finns listade i Catalogue of Life.